# Адамс (кратер)
Вижте пояснителната страница за други значения на Адамс.
Адамс (на английски: Addams) е ударен кратер разположени на планетата Венера с диаметър 87 km., кръстен на Джейн Адамс – американска общественичка и пацифистка.
астероид удареше в земята летящ от северозапад, оформира кратер, от който материалът се изхвърля на ¾ от своята обиколка. Разтопен материал и лава препълнише се от ръба на кратера, създавайки разтягане на изток опашка. Разтопена скала течеше надолу на около 600 км от мястото на катастрофата. Температурата на Венера (464 °C) позволява на разтопени скали за да останат по-дълго в течно състояние.